# Biri Máté
Biri Máté (Miskolc, 1999. január 12. –) az Eszterházy Károly Katolikus Egyetem Mozgókép és Média szakán végzett film- és videókészítő.

## Tanulmányai
Gimnazistaként informatikusi és később szakmaként Cad-Cam informatikusi tanulmányokat végzett a MSZC Andrássy Gyula gimnázium és szakközép iskolában.
Később tanulmányait az Eszterházy Károly Katolikus Egyetem mozgókép szakán folytatta.

## Filmek

### Rövidfilmek
Chankú Lúta – Vörös út (2022) 

## Díjak
Chankú Lúta – Vörös út (2022):
- 29. Diákfilmszemle - Fődíj[3] (2022.08.27)
- 30. Alter-Native Film Fesztivál – Jelölt[4][5] (2022.09.29)
- Scout Film Festival – Elődöntős (2022.10.30)
- Student World Impact Film Festival – Honorable Mention (2022.11.13)
- 25. Faludi Nemzetközi Filmszemle – Legjobb Diákfilm[6] (2022.11.18)
- Paradise Film Festival – Honorable Mention (2023.02.03)
- Totál Plán Independent Film Festival – Best Character: Tóth Viktor[7] (2023.02.25)
- Story? – International Student Documentary Festival – Jelölt (2023.04.19)
- Vas-Film - Vas megyei Függetlenfilm Fesztivál - Legjobb Portréfilm[8] (2023.04.23)
- VII. Ceglédi Filmfesztivál - Felnőtt, Dokumentumfilm 2. helyezett[9] (2023.05.20)
- V. AMiK  - Legjobb Film (2023.05.26)
- 30. Alexandre Trauner ART/Film Fesztivál - Diákfilm 2. helyezett [10]